# Aaron Rodgers
Aaron Charles Rodgers (Chico, 2 dicembre 1983) è un giocatore di football americano statunitense che milita nel ruolo di quarterback per i Pittsburgh Steelers della National Football League (NFL).
Al college giocò a football coi California Golden Bears dove stabilì diversi record nei passaggi, incluso il minor tasso di intercetti in una stagione e in carriera. Fu scelto nel corso del primo giro (24º assoluto) del Draft NFL 2005 dai Green Bay Packers, con cui giocó fino al 2022.
Dopo essere stato la riserva di Brett Favre nei suoi primi tre anni di carriera nella NFL, Rodgers divenne il quarterback titolare dei Packers, guidandoli alla vittoria del Super Bowl XLV dopo la stagione 2010, venendo nominato miglior giocatore della partita e atleta dell'anno dall'Associated Press. 
Al 2024 Rodgers è il primatista di tutti i tempi della NFL per passer rating nella stagione regolare con 102,6 (tra i giocatori con almeno 1 500 passaggi tentati). Detiene inoltre la minor percentuale di passaggi intercettati per un quarterback nella stagione regolare con l'1,4% e il record NFL per il più elevato passer rating in una stagione con 122,5 nel 2011, anno in cui fu premiato come MVP della NFL, riconoscimento ottenuto ancora nel 2014, nel 2020 e nel 2021.

## Carriera professionistica

### Pre-Draft
Rodgers era previsto come una delle prime scelte del Draft 2005 dopo aver messo a referto numeri notevoli durante la sua stagione da junior con i California Golden Bears, lanciando 2.320 yard con una percentuale di completamento del 67,5%. Egli pareggiò il record NCAA quando completò 23 passaggi consecutivi contro i futuri campioni nazionali di USC. Nella sua ultima stagione al college lanciò 24 touchdown e soli 8 intercetti, impressionando diversi osservatori della NFL. Essi commentarono la presenza di "uno junior (giocatore al terzo anno di college) dotato di un braccio potente" che "combina forza del braccio, meccanica e tempo rilascio in ogni tiro" ma notarono anche che le sue statistiche potessero essere gonfiate dal fatto che giocasse in uno schema di gioco favorevole ad un quarterback e che avrebbe dovuto adattarsi ai più elaborati schemi difensivi della NFL.

### Draft 2005
Rodgers era ampiamente pronosticato come la prima scelta assoluta del Draft 2005 ma scese fino alla chiamata numero 24 da parte dei Green Bay Packers. La discesa di Rodgers fino alla ventiquattresima chiamata divenne una delle più grandi storie del draft, anche se fu il secondo quarterback ad essere selezionato. NFL Network ha posizionato questo avvenimento al primo posto tra le 10 migliori storie del giorno del Draft. I San Francisco 49ers, che detenevano la prima scelta assoluta, preferirono a Rodgers il quarterback Alex Smith. Inoltre, molte squadre che scelsero tra la seconda e la ventitreesima posizione avevano necessità più pressanti di quella di trovare un quarterback. Rodgers fu uno dei cinque quarterback allenati da Jeff Tedford ad essere scelti nel primo giro, dopo Trent Dilfer, Akili Smith, David Carr, Joey Harrington e Kyle Boller.

### Green Bay Packers

#### Stagioni da riserva (2005-2007)

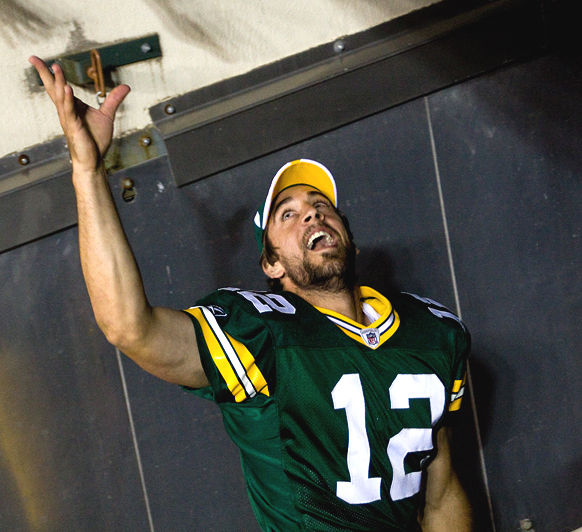
Aaron Rodgers nel 2008.

Dopo essere stato scelto nel Draft, Rodgers firmò un contratto di 5 anni per 7,7 milioni di dollari, di cui 5,4 milioni garantiti. Trascorse la stagione 2005 dei Packers (terminata con un record di 4-12) come quarterback di riserva, alle spalle di Brett Favre. Rodgers giocò poco durante quell'anno, scendendo in campo durante la partita vinta contro i New Orleans Saints il 9 ottobre del 2005, giorno del suo debutto, e durante la sconfitta coi Baltimore Ravens. Rodgers giocò soprattutto nella squadra delle riserve dei Packers durante gli allenamenti, emulando il quarterback che Green Bay avrebbe affrontato nella sua successiva partita. Le sue buone prestazioni in questo ruolo fecero guadagnare a Rodgers il rispetto dei compagni di squadra. Il ricevitore dei Packers Donald Driver descrisse la prestazioni di Rodgers nello scout team come se "fosse l'ultimo possesso della sua vita". In un'intervista del 2011 a Sports Illustrated, il ricevitore dei Packers James Jones affermò che "durante il suo apprendistato, Rodgers faceva dei lanci che Brett non riusciva a compiere".
Quando Favre decise di continuare la sua carriera anche nella stagione 2006, Rodgers fu costretto a continuare nel suo ruolo di secondo quarterback. Rodgers iniziò a lavorare col nuovo capo-allenatore dei Packers Mike McCarthy nella sua "Quarterback School", affinando i suoi lanci in movimento e migliorando il lavoro dei suoi piedi.
Il 19 novembre 2006, Rodgers si ruppe il piede sinistro contro i New England Patriots in una sconfitta casalinga per 35-0 mentre stava sostituendo l'infortunato Brett Favre, e saltò tutto il resto della stagione. Rodgers si ristabilì completamente e fu pronto per iniziare la sua stagione 2007. Con l'allenatore dei quarterback Tom Clements, Rodgers riguardò ogni giocata della stagione precedente, imparando a leggere le coperture difensive e a lanciare ai ricevitori liberi. Inoltre iniziò a lavorare con la prima squadra dei Packers.
Tuttavia, alcune settimane dopo una toccante intervista rilasciata a Andrea Kramer di NBC dopo una vittoria nell'ultima partita della stagione contro Chicago, Favre annunciò che sarebbe rimasto coi Packers anche nella stagione 2007, deludendo nuovamente le speranze di Rodgers di diventare il titolare dei Green Bay Packers. Prima della stagione 2007, emersero voci che coinvolgevano un potenziale scambio di Rodgers con gli Oakland Raiders per il wide receiver Randy Moss. Alla fine, Moss fu spedito ai New England Patriots durante il secondo giorno del draft 2007 e Rodgers rimase a Green Bay.
Rodgers subentrò a Favre quando questi si infortunò nel secondo quarto contro i Dallas Cowboys nel Thursday Night Football il 29 novembre 2007. Rodgers completò 18 passaggi per 201 yard, senza intercetti. Lanciò anche il suo primo touchdown ma subì tre sack. Rodgers riportò la squadra in partita da uno svantaggio da 17 punti a 3 ma i Cowboys vinsero 37-27.

#### Stagione 2008
Brett Favre annunciò il suo ritiro il 4 marzo 2008, aprendo finalmente le porte per un posto da titolare nei Packers a Rodgers nella stagione 2008. Malgrado Favre decise di tornare dal suo ritiro, egli fu scambiato coi New York Jets, confermando a Rodgers il posto da titolare.
Con Rodgers al debutto da titolare, i Packers batterono i Minnesota Vikings 24-19 al Lambeau Field. Quella fu la prima volta dal 1992 che i Packers iniziavano una stagione senza che Favre fosse il loro QB titolare. Rodgers terminò la gara con 178 yard passate e 2 touchdown (1 passato/1 corso). Il primo touchdown passato nella sua carriera da titolare fu un passaggio da una yard per il fullback Korey Hall. Nella settimana successiva, alla sola seconda partita con titolare, Rodgers fu votato vincitore del premio FedEx Air dopo aver passato per 328 yard e 3 touchdown in una vittoria contro i Detroit Lions. Durante la quarta settimana della stagione, la sua striscia di 157 passaggi consecutivi senza un intercetto terminò quando fu intercettato da Derrick Brooks dei Tampa Bay Buccaneers. Tale striscia fu la terza della storia della franchigia dietro Bart Starr (294) e Brett Favre (163). Rodgers soffrì un forte colpo alla spalla in seguito ma continuò a partire da titolare e giocò bene nella vittoria contro i Seattle Seahawks due settimane dopo, cosa che provò a molti la sua determinazione. Malgrado i successi iniziali, Rodgers non riuscì a vincere nessun partita punto a punto malgrado sette opportunità avute durante la stagione. Il 31 ottobre 2008, Rodgers firmò un'estensione contrattuale fino al 2014 da 65 milioni di dollari.

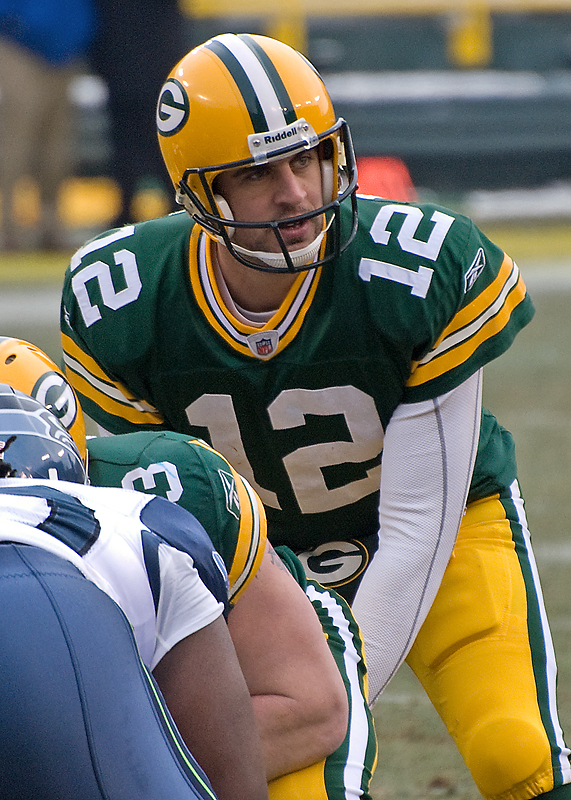
Aaron Rodgers il 27 dicembre 2009.

#### Stagione 2009
Per la gara di apertura della stagione 2009, Rodgers mise a segno la sua prima vittoria in rimonta. I Packers erano in svantaggio all'inizio dell'ultimo quarto quando Rodgers completò un passaggio da touchdown da 50 yard per il wide receiver Greg Jennings con meno di un minuto rimanente contribuendo alla vittoria 21-15 sui Chicago Bears. Rodgers fu nominato giocatore offensivo del mese della National Football Conference (nell'ottobre 2009, quando passò per 988 yard, completò il 74,5 per cento dei suoi passaggi ed ebbe un passer rating oltre 110 in ognuna delle gare disputate nel mese. Dopo una mediocre partenza di 4-4 e una devastante sconfitta coi precedentemente senza vittorie Tampa Bay Buccaneers, la squadra iniziò ad ingranare. Rodgers guidò i Packers a cinque vittorie consecutive, in cui lanciò per 1.324 yards, 9 touchdown e 2 soli intercetti. Rodgers e i Packers vinsero due delle ultime 3 gare, finendo la seconda metà della stagione con un record di 7-1 ed un totale di 11-5; ciò fu abbastanza per aggiudicarsi una wild card per i playoff. Rodgers riscrisse i libri di storia della NFL, diventando il primo QB a lanciare per più di 4.000 yard in entrambe le sue prime due stagioni da titolare. Le sue yard passate lo misero al secondo posto di tutti i tempi dei Packers in una singola stagione, secondo solo a Lynn Dickey.
Nella sua prima apparizione da titolare nei playoff, contro gli Arizona Cardinals, il primo passaggio di Rodgers fu intercettato da Dominique Rodgers-Cromartie. Rodgers però si riprese subito e terminò con 28 passaggi completati su 42 tentativi, 422 yard e 4 touchdown. Malgrado gli sforzi offensivi di Rodgers, i Packers persero la partita quando commise un fumble nell'ultima azione dei tempi supplementari. La palla fu ritornata da Karlos Dansby per il touchdown vincente e la vittoria 51-45 dei Cardinals. Esso fu il punteggio più alto della storia dei playoff.
Grazie alle sue prestazioni nella stagione regolare, Rodgers si guadagnò la prima convocazione per il Pro Bowl come terzo quarterback della NFC dietro Drew Brees e Brett Favre. Ad ogni modo, Favre dovette rinunciare a causa di un infortunio mentre Brees fu sostituito per consentire la sua partecipazione al Super Bowl XLIV. Rodgers divenne quindi il titolare della NFC per la partita. Finì con 15 su 19 nei passaggi con 197 yard e 2 touchdown, malgrado l'NFC perse comunque la gara.

#### Stagione 2010: vittoria del Super Bowl

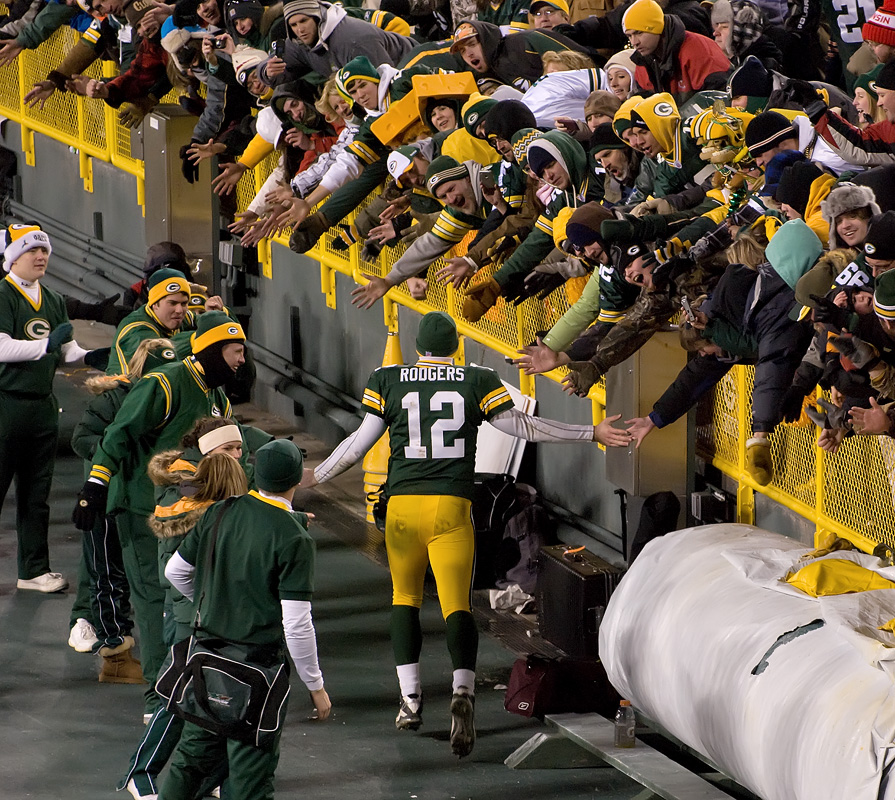
Rodgers saluta il pubblico del Lambeau Field durante l'ultima gara della stagione 2010 contro i Bears

Dopo aver guidato la squadra ad una partenza di 2-0 nel 2010, i Packers persero tre delle successive quattro gare comprese due nei tempi supplementari. I due supplementari portarono Rodgers ad un record di 0-5 quando le partite sono terminate all'overtime. Nella settimana 14, Rodgers subì la seconda commozione cerebrale della stagione venendo sostituito dalla sua riserva Matt Flynn. I Packers persero 7-3 contro i Detroit Lions. Fu la prima vittoria dei Lions nella division dal 2007, fermando una striscia di 19 gare consecutive perse contro i rivali di division. Rodgers saltò la gara seguente terminando la sua striscia di partenze consecutive da titolare a 45, che fu la seconda, alla pari, della storia del club. Alla fine, Rodgers diede la scossa alla squadra, vincendo le due gare finali della stagione regolare contro New York Giants e Chicago Bears, entrambe, di fatto, già due gare ad eliminazione per centrare i playoff.
Con un record di 10-6 record, i Packers entrarono ai playoff come #6 del tabellone delle Wild Card. Rodgers guidò i Packers a superare le squadre coi tre migliori record della NFC in trasferta per tre settimane consecutive. Nel Wild Card round, superarono i #3, i Philadelphia Eagles, 21-16. Nel divisional round, Rodgers completò 31 passaggi su 36, per 366 yard e 3 touchdown nella vittoria 48-21 sui #1 del tabellone, gli Atlanta Falcons. Durante la sfida coi Falcons, Rodgers pareggiò il record NFL di gare consecutive con almeno 3 touchdown (3 gare). Il 23 gennaio 2011, Rodgers lottò con un 55,4 di passer rating, battendo comunque i #2, i Chicago Bears, 21-14 vincendo l'NFC Championship. I Packers si guadagnarono la partecipazione al Super Bowl XLV, vinto 31-25 contro i Pittsburgh Steelers. Rodgers completò 24 passaggi su 39 tentativi per 304 yard e 3 touchdown e fu nominato miglior giocatore dell'incontro.

#### Stagione 2011: MVP della lega

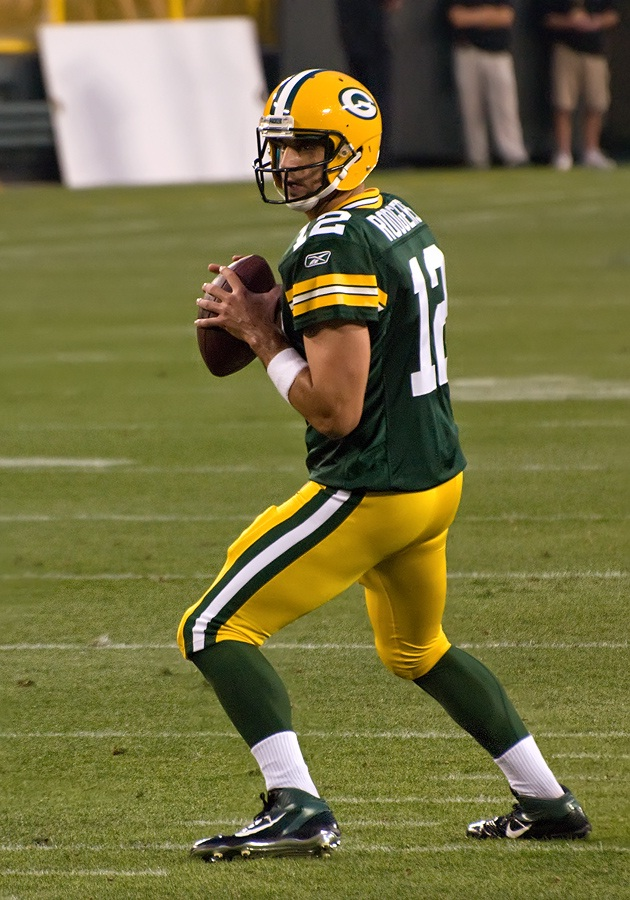
Aaron Rodgers nel 2011.

Rodgers guidò i Packers a una partenza di 13-0 nel 2011 fino alla sconfitta coi Kansas City Chiefs. Rodgers giocò la miglior stagione della carriera, lanciando per 4.643 yards, 45 touchdown e 6 soli intercetti, con un passer rating di 122,5, il più alto della storia della NFL in una singola stagione. Questi numeri gli fecero vincere il premio di miglior giocatore offensivo del mese della NFC nei mesi di settembre, ottobre e novembre e il premio di giocatore della settimana FedEx Air sei volte (settimane 4, 5, 6, 7, 9 e 13) e fu il vincitore del premio di miglior giocatore del Giorno del Ringraziamento dopo la vittoria dei Packers sui Detroit Lions per 27-15. Pareggiò anche il record NFL di partite consecutive con almeno due passaggi da touchdown (13). Rodgers e i Packers finirono la regular season con un record di 15-1, con Rodgers che giocò tutte le partite tranne l'ultima in quanto poteva permettersi di riposare dopo aver conquistato il vantaggio casalingo in tutte le partite di playoff nelle gare precedenti.
Dopo aver ricevuto la possibilità di saltare il turno delle wild card grazie alla vittoria nella propria division, i favoritissimi Packers fermarono la loro corsa al secondo Super Bowl consecutivo già nel Divisional Round, perdendo contro i New York Giants di Eli Manning per 37-20 e mostrando delle inusuali difficoltà offensive mai messe in mostra durante la stagione regolare.
Rodgers venne nuovamente convocato per il Pro Bowl 2012 come quarterback titolare della NFC e vinse il premio di MVP della NFL per la prima volta in carriera. Rodgers vinse con 48 voti (su 50 disponibili) e fu il primo Packer ad ottenere tale onore da Brett Favre nel 1997. Fu inoltre votato dai suoi colleghi al 1º posto nella NFL Top 100, l'annuale classifica dei migliori cento giocatori della stagione.

#### Stagione 2012
La stagione dei Packers iniziò con la sconfitta casalinga coi San Francisco 49ers per 30-22. Rodgers completò 30 passaggi su 44 per 303 yard con 2 passaggi da touchdown e un intercetto nel quarto periodo che mise fine alle speranze di rimonta dei Packers. Dopo una vittoria con i Bears, nella settimana 3 Packers persero contro i Seattle Seahawks per 14-12 con un controverso passaggio da touchdown di Russell Wilson all'ultimo istante della partita su una situazione di quarto&24. Rodgers terminò la partita con 223 yard passate senza touchdown e intercetti, subendo otto sack nel primo tempo dalla difesa dei Seahawks.

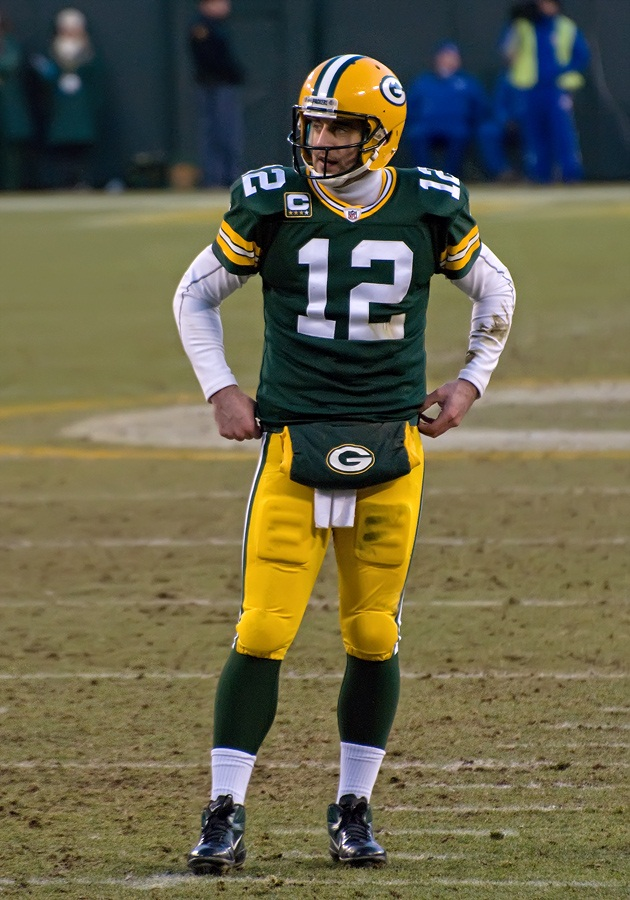
Aaron Rodgers nel 2012.

 Nella settimana 4 Rodgers, nella vittoria 28-27 sui New Orleans Saints, lanciò 319 yard con 31 passaggi completati su 41, 4 touchdown e un intercetto subito.
Nella settimana 6 Rodgers lanciò 6 touchdown (record di franchigia di Matt Flynn eguagliato) e 338 yard coi Packers che sconfissero gli allora imbattuti Houston Texans. Per questa prestazione vinse per la decima volta in carriera il premio di miglior quarterback della settimana.
Nella settimana 8 Rodgers superò Bart Starr al secondo posto nella classifica di tutti i tempi dei Packers per yard passate. Dopo questa partita, Rodgers vinse il premio di miglior giocatore offensivo del mese di ottobre della NFC in cui passò 1.104 yard e 14 touchdown a fronte di un solo intercetto.
Con la vittoria sui Bears nella settimana 15, Green Bay si assicurò il secondo titolo della NFC North consecutivo, dove Rodgers passò 291 yard e 3 touchdown, tutti per James Jones. Nella vittoria contro i Tennessee Titans (55-7) della domenica successiva, Rodgers passò 342 yard con 3 touchdown passati e uno segnato su corsa. I Packers non superavano i 50 punti segnati in una partita dal 2005. Grazie a quella prestazione Rodgers vinse per la seconda volta in stagione il premio di quarterback della settimana.
Il 26 dicembre, Rodgers fu convocato per il terzo Pro Bowl in carriera, come titolare della NFC. La sua stagione regolare si concluse con 4.295 yard passate, 39 passaggi da touchdown (secondo nella NFL), 8 intercetti, il secondo minimo tra i quarterback che rimasero titolari per tutta la stagione, e per il secondo anno col miglior passer rating della lega, 108,0. Il 12 gennaio 2013 fu inserito nel Second-team All-Pro.
Nel primo turno di playoff i Packers ritrovarono i Vikings, questa volta battendoli. Rodgers completò 23 passaggi su 33 tentativi per 274 yard e un touchdown. La stagione di Green Bay si chiuse per il secondo anno consecutivo nel divisional round dei playoff, venendo eliminati dai 49ers. Un Rodgers mai in grado di trovare il giusto ritmo concluse con 257 yard passate, 2 touchdown e un intercetto subito. A fine anno fu posizionato al numero 6 nella classifica dei migliori cento giocatori della stagione.

#### Stagione 2013

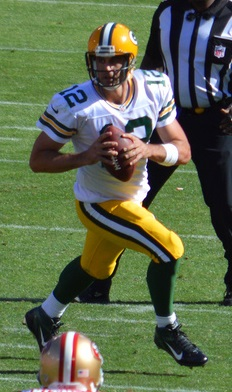
Rodgers contro i 49ers nella gara di debutto del 2013.

Il 26 aprile 2013, i Green Bay Packers annunciarono il rinnovo di Rogders con un contratto quinquennale del valore di 110 milioni di dollari. Per il secondo anno consecutivo i Packers persero al debutto contro i 49ers, in cui Rodgers passò 333 yard con 3 touchdown e un intercetto. La settimana successiva, i Packers vinsero la prima gara stagionale dominando i Redskins, con Rodgers che stabilì il proprio primato personale ed eguagliò il primato di franchigia passando 480 yard con 4 touchdown. Grazie a questa prova, per l'ottava volta in carriera fu premiato come miglior giocatore offensivo della NFC della settimana e per la dodicesima come quarterback della settimana. Nella settimana 3, i Packers furono sconfitti dai Bengals, con Rodgers che per la prima volta dalla settimana 7 del 2010 passò più intercetti (2) che touchdown (1), venendo anche ripreso durante un accesso scambio di vedute con l'allenatore Mike McCarthy a bordo campo.
Dopo la settimana di pausa, i Packers e Rodgers ottennero la ventitreesima vittoria consecutiva in casa contro i Lions, col quarterback che passò 274 yard e un touchdown. Vinsero anche la settimana successiva in casa dei Ravens campioni in carica con Aaron che passò 315 yard e un touchdown, subendo un intercetto. La settimana 7 Green Bay ebbe facilmente ragione dei Lions con Rodgers che passò 260 yard e tre touchdown malgrado fosse sprovvisto dei suoi due bersagli preferiti, James Jones e Randall Cobb, per infortunio. La domenica seguente i Packers segnarono in ogni possesso nella larga vittoria sui Vikings aiutati da un Rogders in grande condizione che completò 24 passaggi su 29 tentativi per 285 yard e 2 touchdown.
Nel Monday Night della settimana 9 contro i Bears, Rodgers fu costretto a uscire poco l'inizio della partita a causa di un infortunio a una spalla. Tale infortunio, che lo stesso giocatore definì "significativo" si rivelò essere la frattura della clavicola sinistra. Durante la sua assenza, la squadra ebbe un record di 2-4-1. Aaron tornò in campo nella settimana 17, una sfida vitale contro i Bears che vide la vincente qualificarsi per i playoff e la perdente venire eliminata. In quella gara completò 2 passaggi 39 per 318 yard e 2 touchdown e 2 intercetti (entrambi in avvio di gara), guidando i Packers alla vittoria per 33-28 al Soldier Field di Chicago. A 38 secondi dal termine, Rodgers guidò il drive della vittoria con uno spettacolare passaggio da touchdown da 48 yard per Randall Cobb in una situazione di quarto down e 8. I Packers vinsero così per il terzo anno consecutivo la NFC North division, chiudendo la stagione con un record di 8-7-1 e guadagnando la qualificazione al Wild Card Round.
Nel primo turno di playoff, i Packers al Lambeau Field disputarono una delle migliori prestazioni dell'anno ma furono infine sconfitti come l'anno precedente dai San Francisco 49ers. Rodgers terminò quella gara con 177 yard passate e un touchdown. A fine anno fu votato all'11º posto nella NFL Top 100 dai suoi colleghi

#### Stagione 2014: seconda volta MVP
I Packers iniziarono la stagione 2014 giovedì 4 settembre con una sconfitta in casa dei Seattle Seahawks campioni in carica, che tennero Rodgers a sole 189 yard passate con un touchdown e un intercetto, a causa anche di una prestazione al di sotto delle attese della propria linea offensiva. La domenica successiva i Packers si trovarono in svantaggio 21-3 contro i Jets. Rodgers evitò la prima partenza con un record di 0-2 dal 2006 guidando i suoi alla rimonta nel secondo tempo, concludendo con 346 yard passate e 3 touchdown. Dopo una sconfitta coi Lions, Aaron portò Green Bay alla quinta vittoria consecutiva al Soldier Field di Chicago passando 302 yard e 4 touchdown nel 38-17 finale che gli valsero il premio di giocatore offensivo della NFC della settimana.

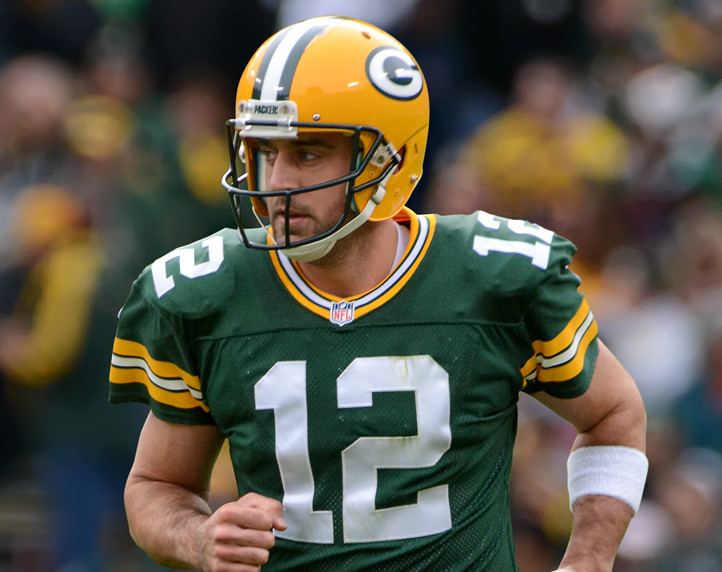
Rodgers nel 2014

Nella prima gara del mese di ottobre, un Thursday Night vinto per 42-10 contro i Vikings, Rodgers passò 3 touchdown arrivando a quota 200 in carriera. La terza vittoria consecutiva (e la seconda della storia dei Packers a Miami) giunse in rimonta sui Dolphins con il quarterback, senza più timeout disponibili, guidò un lungo drive finale che si concluse con il touchdown del sorpasso a tre secondi dal termine per Andrew Quarless. La domenica successiva continuò il suo periodo di alto livello venendo premiato come giocatore offensivo della NFC della settimana dopo avere completato 19 passaggi su 22 (86,5%) per 255 yard e tre touchdown nella netta vittoria sui Panthers. La serie positiva dei Packers si interruppe a quattro vittorie consecutive con la sconfitta contro i Saints nella settimana 8. Rodgers passò 418 yard, un touchdown e ne segnò uno dopo una corsa da 14 yard ma subì anche due intercetti dopo un infortunio che ne limitò il rendimento nel secondo tempo.

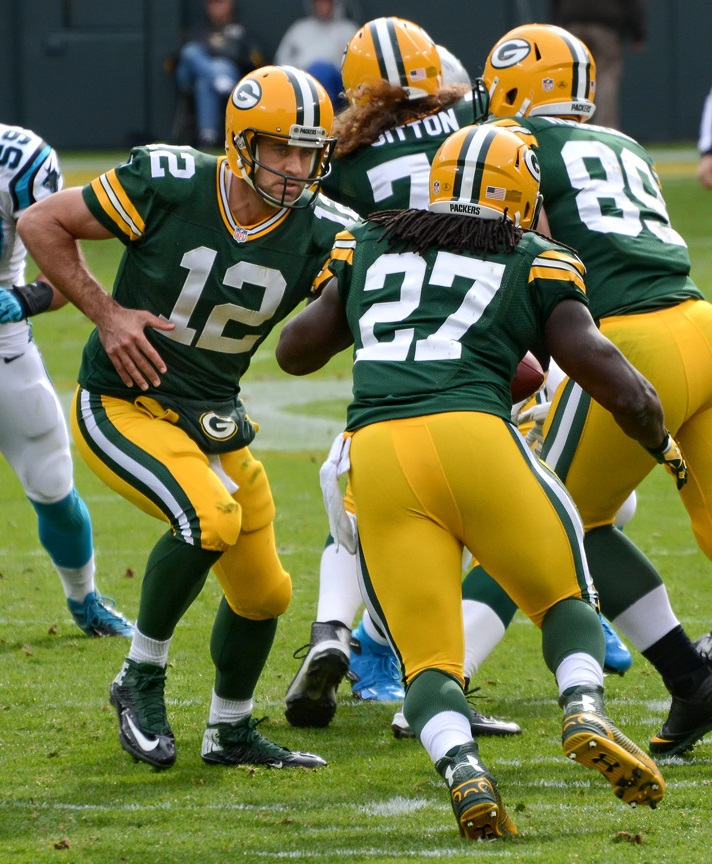
Rodgers mentre consegna il pallone al running back Eddie Lacy nel 2014

Dopo la settimana di pausa, Rodgers pareggiò il record NFL di Daryle "The Mad Bomber" Lamonica passando sei touchdown in un solo tempo nella netta vittoria sui Bears per 55-14 (record di punti segnati al Lambeau Field pareggiato). Col primato assoluto di touchdown passati in una partita (sette) alla propria portata, Aaron preferì invece passare quasi tutto il secondo tempo in panchina, lasciando spazio a Matt Flynn. Per questa prova fu premiato come giocatore offensivo della NFC della settimana e come quarterback della settimana. La settimana successiva disputò prestazione un'altra prestazione di alto livello, lanciando per 341 yard e 3 touchdown senza intercetti, nella vittoria casalinga per 53-20 sugli Eagles. Fu la prima volta in 93 anni di storia che i Packers segnarono 50 o più punti in due gare consecutive. In quel match superò due record: quello di Tom Brady di 288 passaggi tentati consecutivamente senza subire intercetti durante partite casalinghe, portandolo a 322, e quello per numero di touchdown consecutivi segnati senza essere intercettato nel proprio stadio (da lui stesso detenuto), portandolo a 29. Per il secondo turno consecutivo fu premiato come quarterback della settimana. Sette giorni dopo, con 2 touchdown passati portò Green Bay alla vittoria sui Vikings e per la prima volta in stagione alla vetta solitaria della division. Nella settimana 13, Rodgers si trovò per la prima volta in carriera opposto come titolare a Tom Brady, in una sfida casalinga di alto profilo tra due candidate al Super Bowl. Green Bay riuscì ad avere la meglio per 26-21 su New England che veniva da sette vittorie consecutive, col quarterback che passò 368 yard e due touchdown. Quattro giorni dopo fu premiato come miglior giocatore offensivo della NFC del mese di novembre in cui passò 13 touchdown senza subire intercetti e i Packers vinsero tutte le quattro partite disputate. La quinta vittoria consecutiva di Green Bay giunse nel Monday Night della settimana 14 contro i Falcons in cui A-Rod passò 327 yard e tre touchdown, ancora senza subire intercetti.
Dopo settimane di prestazioni di alto livello, nella settimana 15 invece Rodgers disputò una delle peggiori gare della carriera, con un primato personale negativo di 25 passaggi sbagliati, alcuni peraltro lasciatisi sfuggire dai ricevitori in modo inusuale. Green Bay uscì sconfitta a sorpresa in casa dei Buffalo Bills e per la prima volta in carriera il quarterback subì due intercetti senza passare alcun touchdown. La vittoria tornò sette giorni dopo in casa dei Buccaneers in cui passò 318 yard e un touchdown malgrado un problema al polpaccio che lo afflisse per tutta la sfida. Green Bay ottenne così la matematica qualificazione ai playoff per il sesto anno consecutivo. Nell'ultimo turno, Green Bay ospitò i Lions con in palio la vittoria di division, vincendo per 30-20. Il quarterback passò 226 yard, 2 TD e ne segnò un terzo su corsa, malgrado fosse stato costretto a uscire temporaneamente nella parte finale del secondo quarto per una ricaduta del precedente infortunio. Questa prestazione gli valse il quarto premio del 2014 di giocatore offensivo della settimana. La sua stagione regolare si chiuse con 4.381 yard passate, 38 touchdown (terzo nella NFL), 5 intercetti (primo tra i quarterback titolari) e un passer rating di 112,2 (secondo nella lega e unico giocatore della storia a terminare con un rating di oltre cento in 6 stagioni consecutive), venendo convocato per il quarto Pro Bowl in carriera e inserito nel First-team All-Pro.
L'11 gennaio 2015, i Packers ospitarono i Cowboys nei playoff per la prima volta dal celebre Ice Bowl del 1967. Rodgers continuò ad essere rallentato dall'infortunio al polpaccio ma riuscì comunque a guidare la squadra alla finale della NFC rimontando uno svantaggio di 11 punti con due passaggi da touchdown nel quarto periodo. La sua gara si chiuse con 316 yard passate e tre TD. Il 18 gennaio, al CenturyLink Field di Seattle, Green Bay sprecò un vantaggio di 16-0 alla fine del primo tempo e 19-7 quando mancavano cinque minuti al termine, andando a perdere ai supplementari contro i Seahawks. Rodgers terminò con 178 yard passate, un touchdown e due intercetti subiti, per un passer rating di 55, il peggiore in carriera nei playoff. Il 31 gennaio, Rodgers fu premiato per la seconda volta in carriera come MVP della NFL, superando J.J. Watt per 31 voti a 13.

#### Stagione 2015

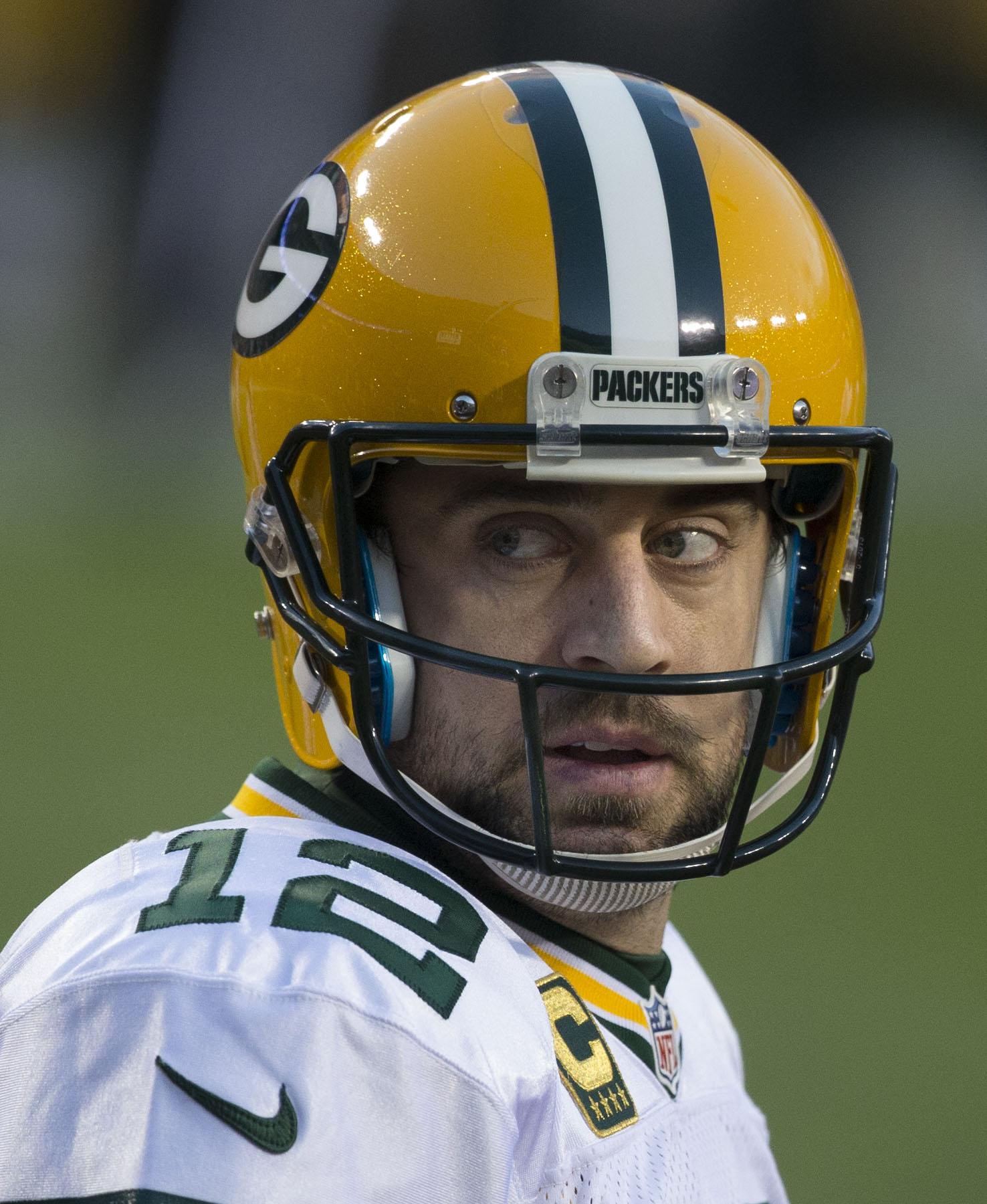
Rodgers nei playoff 2015 contro i Redskins.

I Packers iniziarono la stagione 2015 con sei vittorie, inclusa quella del Monday Night sui Chiefs in cui Rodgers passò 333 yard e 5 touchdown, per cui fu premiato come giocatore offensivo e come quarterback della settimana. Nel quinto turno, Rodgers subì il primo intercetto in casa dal 2012, interrompendo i suoi record NFL a 49 passaggi da touchdown e 587 passaggi tentati senza palloni persi tra le mura amiche. Sette giorni dopo divenne il più veloce giocatore della storia a toccare le 30.000 yard passate per numero di passaggi tentati.
La prima sconfitta giunse in casa di Denver nell'ottavo turno, in cui Rodgers fu tenuto dall'arcigna difesa avversaria a sole 77 yard passate, il suo minimo in carriera in una gara in cui non è uscito per infortunio. Sette giorni dopo, in casa di Carolina, Rodgers perse due partite consecutive per la prima volta dal 2010, malgrado quattro touchdown passati e un disperato tentativo di rimonta nell'ultimo periodo di gioco. La terza consecutiva giunse contro i Lions, che interruppero una striscia di 24 sconfitte consecutive in casa dei Packers, cogliendo la loro prima vittoria al Lambeau Field dal 1991. Rodgers chiuse quella gara con un primato personale di 61 passaggi tentati.
La vittoria tornò per i Packers nell'undicesimo turno in casa dei Vikings leader della division che venivano da sei vittorie consecutive, in cui Rodgers passò 212 yard e 2 TD. Quattro giorni dopo, nella gara del Ringraziamento, divenne il più veloce giocatore della storia a passare 250 touchdown superando Dan Marino (121 gare contro 128) ma Green Bay uscì sconfitta a sorpresa dai Bears.
Il 3 dicembre, nella gara del giovedì in casa dei Lions, i Packers si trovarono in svantaggio di 20 punti nel corso della partita e a pochi istanti dal perdere la quinta delle ultime sei. Con il tempo sul cronometro che andava esaurendosi tuttavia, Rodgers trovò con un passaggio da touchdown da 61 yard Richard Rodgers che diede a Green Bay l'ormai insperata vittoria. Nella settimana 15 la squadra ottenne la matematica certezza dell'accesso ai playoff per il settimo anno consecutivo, un record di franchigia, vincendo la decima gara stagionale contro i Raiders. Nell'ultima partita dell'anno, Green Bay perse in casa contro Minnesota, interrompendo il dominio dei Packers nella NFC North division. A fine stagione, Rodgers fu convocato per il quinto Pro Bowl in carriera dopo avere terminato con 3.821 yard passate, 31 touchdown, 8 intercetti e un passer rating di 92,7, il peggiore da quando era divenuto titolare.
Nel primo turno di playoff, i Packers volarono a Washington per affrontare i Redskins, battendoli per 35-18 in una gara in cui Rodgers passò 210 yard e 2 touchdown. La stagione si chiuse la settimana successiva in casa dei Cardinals con la sconfitta per 26-20 nei tempi supplementari, malgrado una grande prestazione del quarterback che a cinque secondi dal termine dei tempi regolamentari aveva trovato Jeff Janis col passaggio da touchdown della disperazione da 41 yard.

#### Stagione 2016

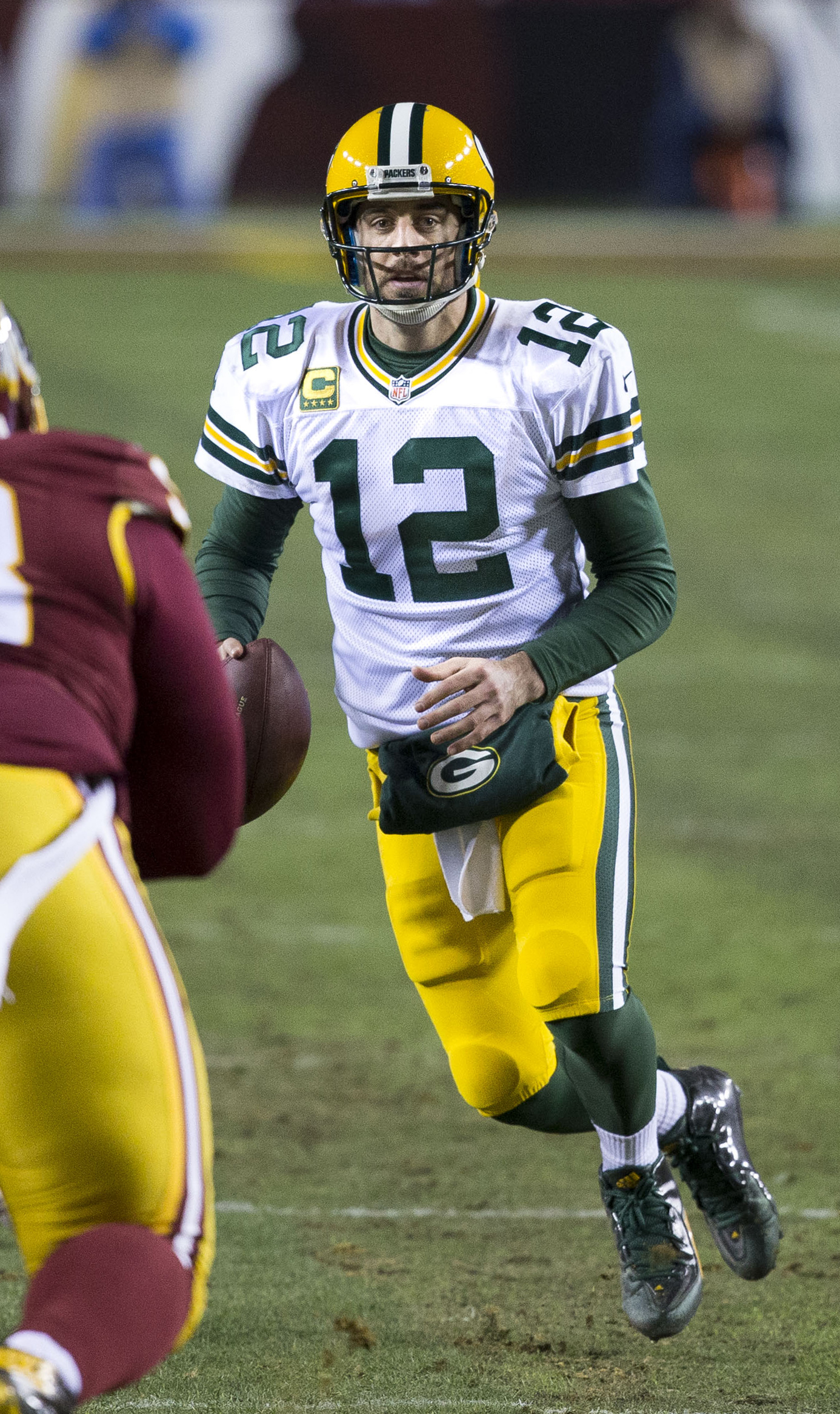
Rodgers nella stagione 2016

Nel quattordicesimo turno, Rodgers fu premiato come giocatore offensivo della NFC della settimana e come quarterback della settimana dopo avere passato 246 yard e 3 touchdown nella vittoria per 38-10 su Seattle, la terza consecutiva per Green Bay, che rimase in corsa per un posto nei playoff. Nella penultima giornata della stagione regolare passò 348 yard e segnò cinque touchdown (quattro su passaggio e uno su corsa), venendo premiato ancora come giocatore offensivo della settimana dopo la vittoria sui Vikings per 38-25. In quel turno, in contemporanea a Drew Brees, pareggiò il record NFL per stagioni con almeno 35 touchdown passati, quattro, detenuto da Peyton Manning e Tom Brady. Rodgers concluse la stagione regolare guidando la lega con 40 passaggi da touchdown, venendo convocato per il sesto Pro Bowl in carriera.
Nel primo turno di playoff, i Packers batterono i Giants per 38-13, con Rodgers che passò 362 yard e 4 touchdown, 3 dei quali per il rientrante Randall Cobb. La settimana successiva Green Bay superò i Cowboys numeri uno del tabellone della NFC battendoli per 34-31 all'AT&T Stadium, in una gara in cui passò 355 yard e 2 touchdown e subì il primo intercetto degli ultimi due mesi. La stagione dei Packers si chiuse la settimana successiva perdendo nella finale di conference con i Falcons per 44-21.

#### Stagione 2017
Dopo una vittoria interna su Seattle nel primo turno, Green Bay fu sconfitta dai Falcons, in una gara in cui Rodgers divenne il giocatore più rapido giocatore della storia a passare 300 touchdown in carriera (144 partite). Sette giorni dopo, con Green Bay in svantaggio per 21-7 alla fine del primo tempo contro i Cincinnati Bengals portò la squadra alla vittoria nei supplementari trovando con un passaggio da 72 yard Geronimo Allison che permise a Mason Crosby di segnare il field goal decisivo.
Nella settimana 5 contro i Cowboys, Rodgers guidò i Packers a un'altra rimonta con un ultimo drive in cui passò il touchdown della vittoria a Davante Adams a 11 secondi dal termine. Per la 15ª volta in carriera dopo questa prova fu premiato come giocatore offensivo della settimana. Nel turno successivo, Rodgers si fratturò una clavicola in uno scontro con Anthony Barr dei Vikings. Rimase fuori dai campi di gioco fino alla settimana 14, tornando ad essere nominato titolare per il quindicesimo turno contro i Carolina Panthers. Green Bay subì però una sconfitta per 31-24, con Rodgers che subì tre intercetti per la prima volta dal 2009. Dopo quella partita fu inserito in lista infortunati per il resto della stagione.

#### Stagione 2018

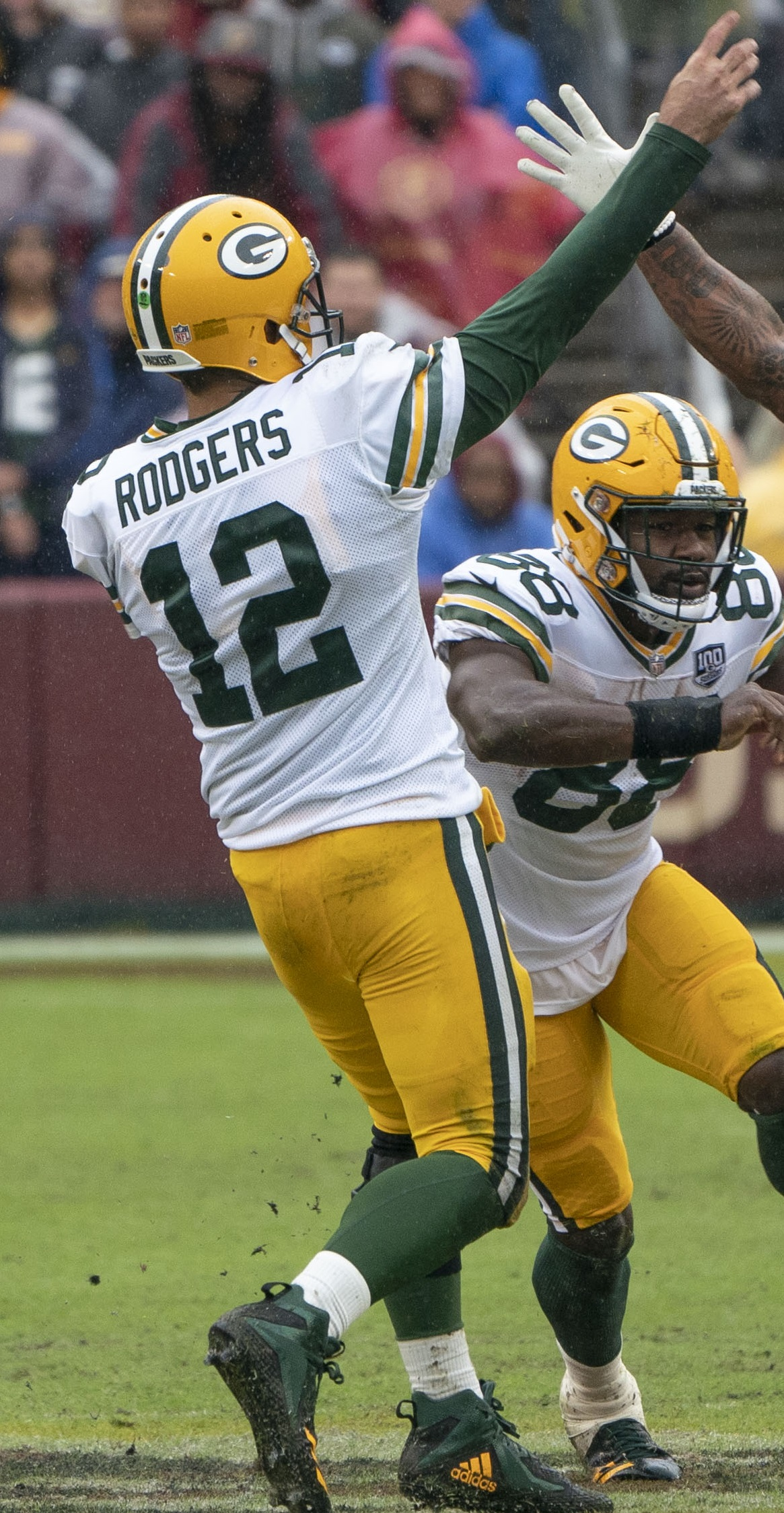
Rodgers mentre lancia un passaggio nel 2018

Il 29 agosto 2018 Rodgers firmò con i Packers un nuovo contratto quadriennale del valore di 134 milioni di dollari, di cui 100 milioni garantiti e 57,5 milioni di bonus alla firma. Nella prima partita della stagione uscì per un infortunio al ginocchio nel secondo quarto, con la squadra che concluse il primo tempo in svantaggio per 20-0. Tornato a sorpresa in campo nel secondo tempo, Rodgers, dopo sole 13 yard passate nel primo, ne fece registrare 273 nel secondo, con tre touchdown, portando Green Bay alla vittoria in rimonta sui Bears. Malgrado un infortunio a un ginocchio, Rodgers tentò almeno 40 passaggi in ognuna delle successive tre gare. Nell'ultima di queste subì il primo intercetto in 150 tentativi. Nel quinto turno passò 442 yard (secondo massimo in carriera) e 3 touchdown ma commise anche 2 fumble, nella sconfitta 31-23 contro i Detroit Lions. Sette giorni dopo, nella vittoria per 33-30 sui San Francisco 49ers, passò 425 yard e 2 touchdown, venendo premiato come quarterback della settimana.
Nella settimana 13 contro gli Atlanta Falcons, Rodgers stabilì un record NFL completando il 359º passaggio consecutivo senza subire intercetti, superando il vecchio primato di Tom Brady. Tale striscia si chiuse due settimane dopo contro i Bears a 402 passaggi, venendo intercettato dalla safety Eddie Jackson. Nell'ultimo turno il quarterback fu costretto a lasciare la partita per una commozione cerebrale, non facendo più ritorno in campo. La sua annata si chiuse con 25 touchdown e 2 soli intercetti subiti, venendo convocato per il suo settimo Pro Bowl. Per i Packers si trattò invece di un'annata deludente, culminata a dicembre con il licenziamento del capo-allenatore Mike McCarthy dopo una sconfitta contro gli Arizona Cardinals.

#### Stagione 2019

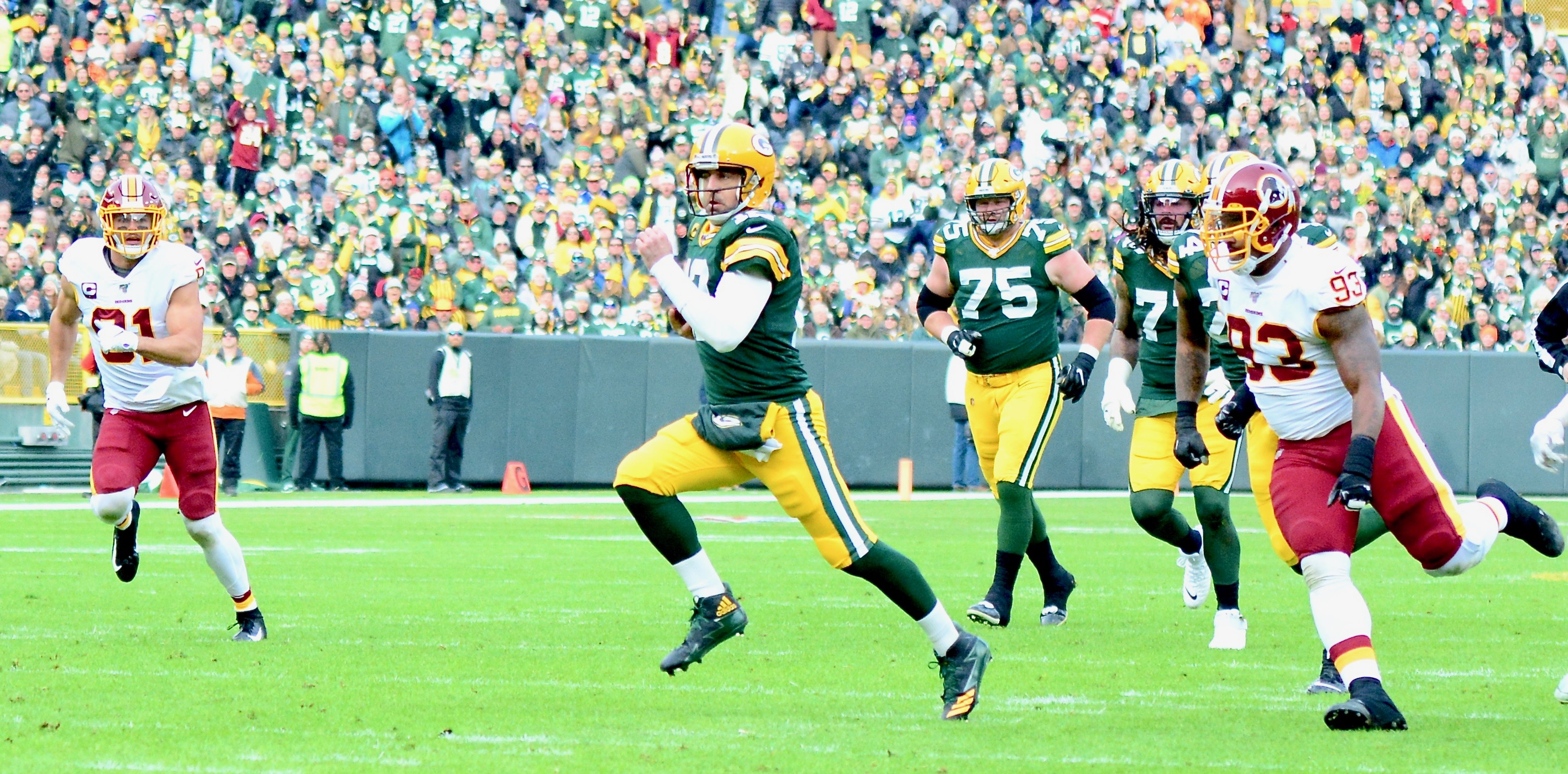
Rodgers contro i Redskins nel 2019

Nel settimo turno Rodgers disputò la migliore gara stagionale e una delle migliori in carriera passando 429 yard, 5 touchdown e segnandone un sesto su corsa nella vittoria sui Raiders che portò i Packers a un record di 6-1. Nella stessa partita divenne anche il più rapido giocatore a passare 350 touchdown in carriera, 172 partite, contro le 180 di Drew Brees. Per quella prova fu premiato come giocatore offensivo della NFC della settimana e come quarterback della settimana. Nel tredicesimo turno, in un Lambeau Field innevato, Rodgers passò 4 touchdown nella vittoria sui Giants che aiutò Green Bay a risollevarsi dopo una brutta sconfitta con i 49ers. A fine stagione fu convocato per il suo ottavo Pro Bowl dopo avere fatto registrare 4.002 yard passate, 26 touchdown e 4 intercetti subiti.
Nel divisional round dei playoff i Packers batterono i Seahawks 28-23 con Rodgers che passò 243 yard e 2 touchdown. La corsa verso il secondo Super Bowl della carriera si chiuse nella finale della NFC contro i 49ers perdendo per 37-20, in una gara in cui passò 326 yard, 2 touchdown e subì 2 intercetti.

#### Stagione 2020: terza volta MVP
Rodgers aprì la stagione con 364 yard passate e 4 touchdown nella vittoria sui Vikings. Nel Monday Night del quarto turno completò 27 passaggi su 33 per 327 yard e 4 touchdown, mantenendo i Packers imbattuti contro i Falcons. Dopo una brutta sconfitta contro i Buccaneers in cui subì i primi due intercetti stagionali, Rodgers si rifece nel settimo turno passando 4 touchdown nella vittoria sugli Houston Texans. Nella settimana 12 Rodgers superò le 50.000 yard passate in carriera e con quattro touchdown salì a un record di 19-5 in carriera contro i Bears. Sette giorni dopo fu premiato come giocatore offensivo della NFC della settimana dopo avere passato 295 yard e 3 touchdown nella vittoria sugli Eagles. In quella partita divenne il giocatore più rapido della storia a passare 400 touchdown in carriera, 193 partite contro le 205 di Drew Brees. Nella settimana 15 divenne il primo giocatore della storia a passare 40 touchdown in tre diverse stagioni nella vittoria sui Carolina Panthers. Nell'ultimo turno con quattro touchdown guidò Green Bay alla vittoria sui Bears e al miglior record della NFC. La sua annata si chiuse guidando la lega in passaggi da touchdown (48), passer rating (121,5), percentuale di completamento (70,7%) e minor intercetti subiti (5), venendo convocato per il suo nono Pro Bowl (non disputato a causa della pandemia di COVID-19) e incluso nel First Team All-Pro per la terza volta.
Nel divisional round dei playoff, Rodgers passò 296 yard, 2 touchdown e ne segnò un terzo su corsa contro i Los Angeles Rams, che avevano terminato con la miglior difesa della NFL, nella vittoria per 32-18. La stagione dei Packers si chiuse ancora una volta nella finale di conference perdendo per 31-26 contro i Buccaneers in cui passò 346 yard, 3 touchdown e un intercetto. Scese così a un record di una vittoria e quattro sconfitte nella finale della NFC.
Il 6 febbraio Rodgers venne premiato MVP della lega per la terza volta in carriera, diventando il sesto giocatore della storia NFL a riuscirci (dopo Peyton Manning, Johnny Unitas, Brett Favre, Jim Brown e Tom Brady).

#### Stagione 2021: quarta volta MVP

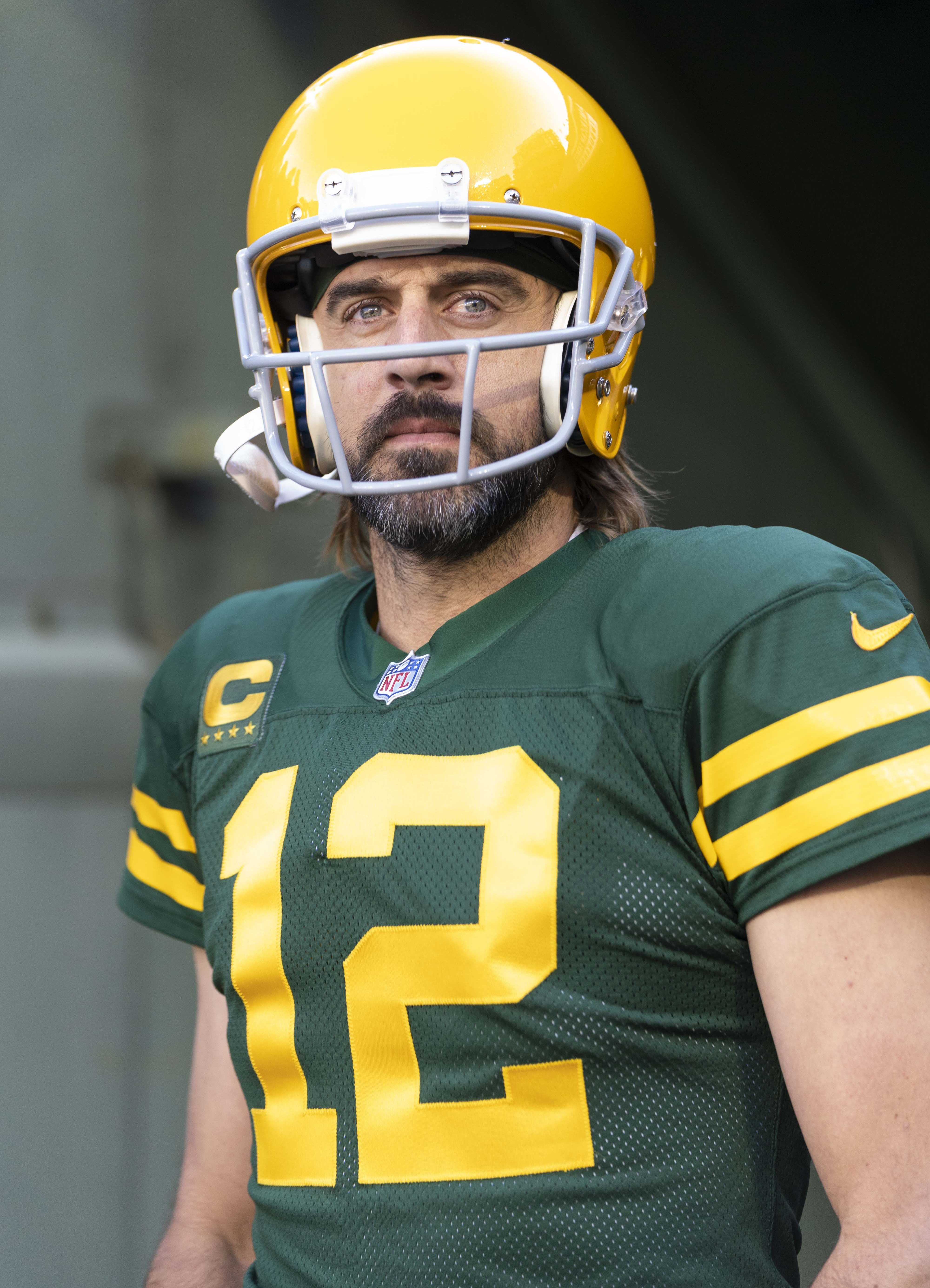
Rodgers nel 2021

La stagione dei Packers iniziò con una brutta sconfitta contro i Saints. La settimana successiva Rodgers superò John Elway al decimo posto nella lista di tutti i tempi di yard passate in carriera. Nel quinto turno superò Dan Marino e Philip Rivers al quinto posto per passaggi da touchdown in carriera. Nella settimana 9 Rodgers non poté scendere in campo poiché risultò positivo al COVID-19. Il giorno di natale superò Brett Favre come leader di tutti i tempi della franchigia per touchdown passati. Alla fine di dicembre fu premiato come giocatore offensivo della NFC del mese in cui Green Bay vinse tre partite su tre e Rodgers passò 10 touchdown senza subire intercetti. A fine stagione fu convocato per il suo decimo Pro Bowl e inserito nel First-team All-Pro. Malgrado Green Bay abbia avuto per il secondo anno consecutivo il miglior record della NFC e il vantaggio del fattore campo in tutti i playoff, fu subito eliminata nel divisional round da San Francisco. Rodgers scese così a un record di zero vittorie e quattro sconfitte contro i 49ers nei playoff.

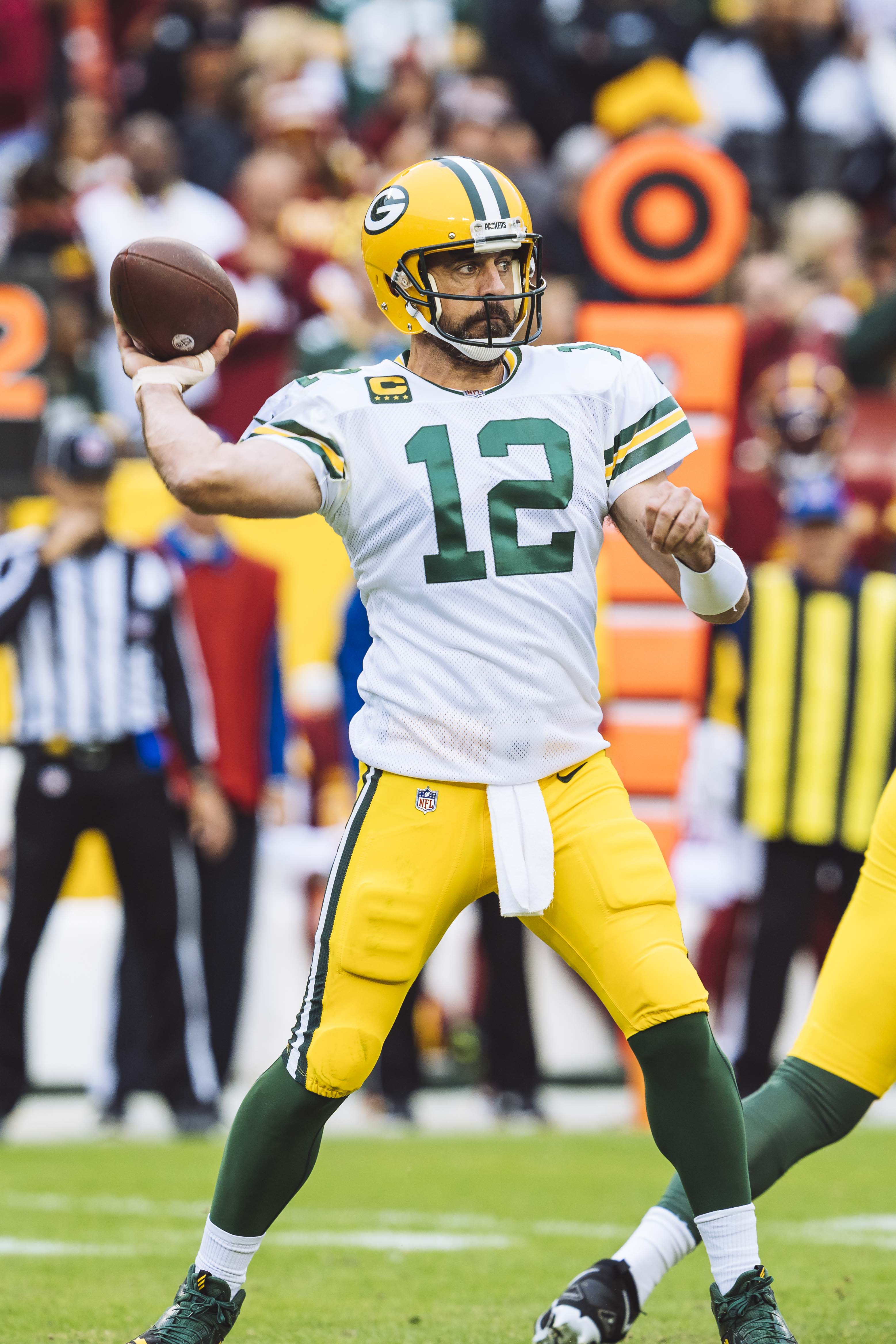
Rodgers contro i Washington Commanders nel 2022

Il 10 febbraio 2022 Rodgers fu premiato come MVP della NFL per la seconda stagione consecutiva, la quarta complessiva.

#### Stagione 2022
Come l'anno precedente, anche nel 2022 Green Bay iniziò con una netta sconfitta, questa volta in trasferta contro i Vikings, con Rodgers, senza più Davante Adams, che non passò alcun touchdown e subì il primo intercetto contro un avversario della NFC North dal 2019. Nella vittoria della settimana 4 ai supplementari contro i Patriots divenne il quinto giocatore a passare 500 touchdown in carriera tra stagione regolare e playoff. Seguirono cinque sconfitte consecutive, inclusa una nella settimana 9 contro i Lions in cui Rodgers subì 3 intercetti. Dopo avere iniziato con un record di 4-8, però, Green inanellò una serie di quattro vittorie consecutive. Nell'ultimo turno sarebbe stata sufficiente una vittoria contro i Lions per accedere ai playoff ma Green Bay fu sconfitta per 20-16, chiudendo la sua annata. La sua stagione si chiuse con 3.695 yard passate (il suo minimo dal 2017 quando disputò solo 7 gare), 26 touchdown e 12 intercetti (secondo massimo in carriera).

### New York Jets

#### Stagione 2023
Il 24 aprile 2023 Rodgers fu scambiato con i New York Jets. I Packers ricevettero la scelta del primo giro del Draft NFL 2023 (la tredicesima assoluta), una del secondo giro, una del sesto giro e una del secondo giro del Draft 2024 che sarebbe potuta diventare del primo giro se il quarterback avesse giocato almeno il 65% degli snap. I Jets invece, oltre a Rodgers, acquisirono la scelta del primo giro del 2023 (la quindicesima assoluta) e una scelta del sesto giro. Con la nuova squadra passò dal numero 12, ritirato in onore di Joe Namath, al numero 8, utilizzato ai tempi del college. Il 26 luglio 2023 Rodgers ristrutturó il suo contratto che fu portato a 75 milioni di dollari completamente garantiti fino al 2024 (rispetto ai 110 milioni previsti precedentemente) con possibilità di rinnovo di due anni.

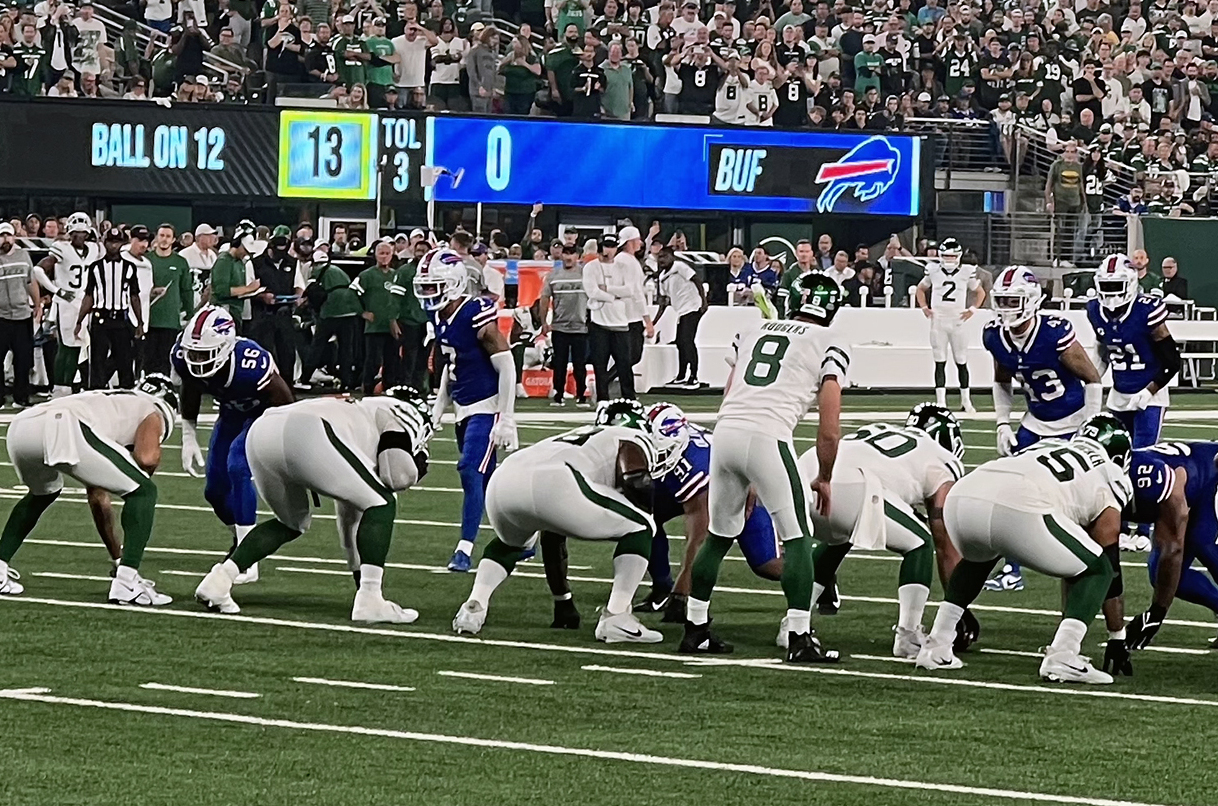
Rodgers (in maglia bianca n. 8) al suo esordio con i Jets nella gara del primo turno della stagione 2023

Rodgers esordì con i Jets l'11 settembre 2023 nella gara del Monday Night Football della settimana 1, la vittoria 22-16 ai tempi supplementari sui Buffalo Bills, dove tuttavia giocò solo 4 snap prima di subire un sack da Leonard Floyd, azione in cui riportò un infortunio alla gamba sinistra che lo costrinse ad abbandonare la partita in barella. Il giorno successivo una risonanza magnetica evidenzió la rottura del tendine di Achille della gamba sinistra e quindi la prematura conclusione della stagione. Il 13 settembre 2023 si sottopose presso una clinica di Los Angeles ad un intervento chirurgico per riparare la lesione del tendine in cui fu utilizzata una tecnica innovativa, prevedendo questa l'inserimento sul tendine danneggiato di un tutore interno, detto speed bridge, che ne avrebbe dovuto velocizzare la guarigione, dando quindi una speranza di un eventuale ritorno in campo nella parte conclusiva della stagione. La riabilitazione di Rodgers fu effettivamente più rapida di quanto usualmente necessario per infortuni di questo tipo, tant'è che il 29 novembre 2023, 79 giorni dopo l'infortunio e con la stagione arrivata al tredicesimo turno, poté ritornare ad allenarsi con la squadra, non significando comunque questo che sarebbe potuto scendere in campo entro la fine della stagione. Il 19 dicembre 2023, con i Jets matematicamente fuori dalla corsa ai playoff e con solo tre partite al termine dell'annata, Rodgers annunciò che era irrealistico un suo ritorno in campo in stagione e che quindi sarebbe tornato a giocare nel 2024. Il 20 dicembre 2023 Rodgers fu riportato nel roster attivo, ma solo per permettergli di continuare ad allenarsi per la riabilitazione.

#### Stagione 2024

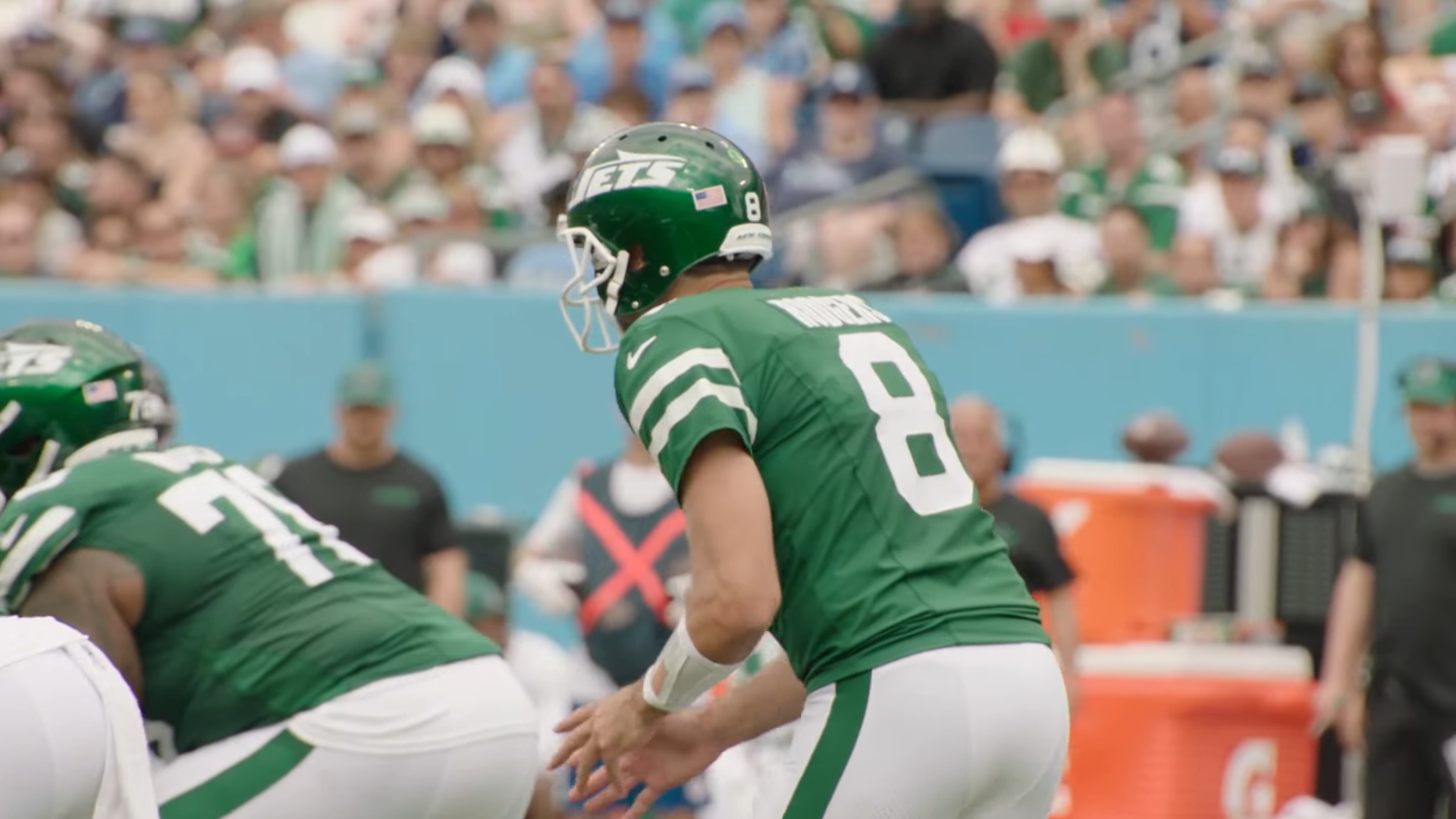
Rodgers contro i Titans nel settembre 2024

Rodgers tornò in campo nel Monday Night Football del primo turno contro i San Francisco 49ers passando 167 yard, un touchdown e un intercetto con soli 21 passaggi tentati nella sconfitta per 32-19. La prima vittoria in una gara completa con i Jets giunse nel secondo turno, passando 176 yard e 2 touchdown nel 24-17 sui Tennessee Titans. Quattro giorni dopo, nell'anticipo del terzo turno, passò 281 yard e 2 touchdown nella vittoria per 24-3 sui New England Patriots. Con questa Rodgers divenne il sesto quarterback nella storia della NFL a raggiungere le 150 vittorie da titolare. Nella settimana 5, nella gara delle NFL International Series disputata al Tottenham Hotspur Stadium di Londra contro i Minnesota Vikings, superò le 60 000 yard passate in carriera, nono quarterback nella storia della NFL a raggiungere tale traguardo.
Dopo la sconfitta di Londra i Jets licenziarono il capo-allenatore Robert Saleh e vari analisti avanzarono l'ipotesi che questo fosse dovuto anche per dei contrasti esistenti con Rodgers, che però smentì pubblicamente tale possibilità. Nella gara successiva, quella del sesto turno contro i Buffalo Bills, Rodgers lanciò per 294 yard e due touchdown, compreso un Hail Mary pass da 52 yard ricevuto in meta da Allen Lazard alla fine del primo tempo di gioco: fu la quarta volta in carriera che Rodgers completò con successo un tale tipo di passaggio. Malgrado questo un intercetto nel drive finale vide uscire i Jets sconfitti 20-23.
Subito dopo questa sconfitta i Jets, tramite uno scambio con i Raiders, acquisirono il ricevitore All-Pro Davante Adams, riformando così la coppia Rodgers-Adams che in otto stagioni a Green Bay aveva prodotto 600 ricezioni e 68 touchdown. Nella gara del settimo turno contro i Pittsburgh Steelers arrivò però la quarta sconfitta di fila per la squadra di New York, con Rodgers che lanciò due intercetti e non riuscì a portare l'attacco a mettere punti a tabellino per tutto il secondo tempo. Nella sconfitta del penultimo turno contro i Bills, Rodgers superò Favre come quarterback ad avere subito più sack nella storia della NFL. Nell'ultimo turno di una stagione deludente, Rodgers si prese la soddisfazione di battere i Dolphins passando 4 touchdown e diventando il quinto giocatore della storia a passarne 500 in carriera. Degli altri quattro giocatori, solo Peyton Manning impiegò meno gare per raggiungere tale traguardo. Chiuse la sua seconda stagione a New York, la prima effettivamente giocata, con 3 897 yard passate, 28 touchdown, 11 intercetti e 2 fumble persi per un passer rating di 90,5.
Il 12 marzo 2025, solo dopo due stagioni, Rodgers fu svincolato dai Jets, trovandosi per la prima volta in carriera nello stato di free agent.

### Pittsburgh Steelers

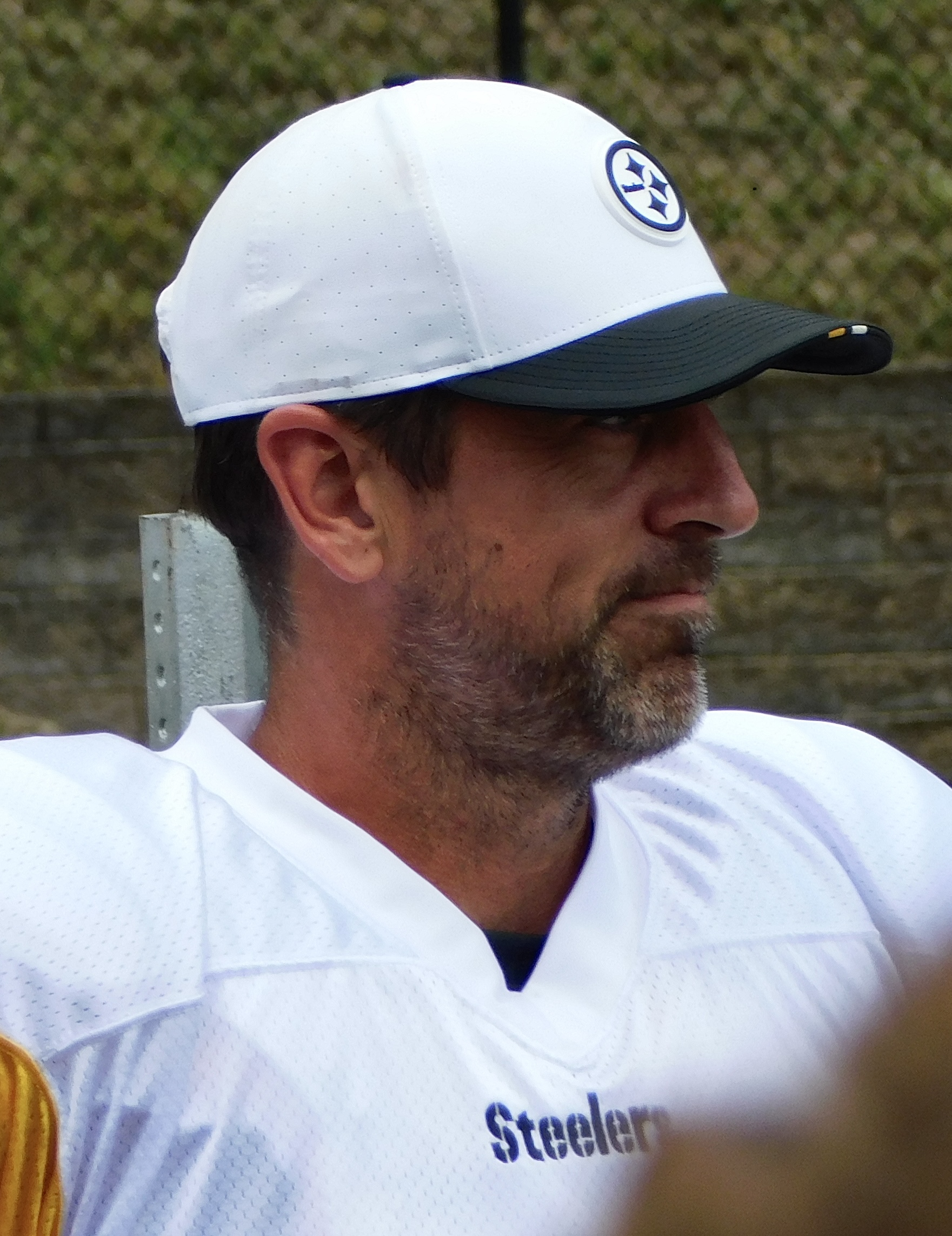
Rodgers nel training camp 2025

Il 5 giugno 2025 Rodgers firmò un contratto annuale con i Pittsburgh Steelers.

### Record NFL
- Più alto passer rating in una singola stagione (122,5).
- Più alto passer rating in carriera con almeno 1 500 passaggi tentati (106,7).
- Più alto passer rating in un'annata di playoff con almeno 500 passaggi tentati (105,5).
- Maggior numero di gare con un passer rating maggiore di 110,0 (12) e 100,0 (13) in una stagione.
- Maggior numero di gare consecutive con un passer rating di almeno 100,0 (12) e 110,0 (11).
- Terzo maggior numero di yard passate in un'annata di playoff (1 094).
- Maggior numero di yard passate da un quarterback nella prima gara di playoff (423).
- Unico quarterback della storia ad aver passato 400 yard, 4 touchdown e segnato 2 touchdown su corsa in una partita.
- Miglior rapporto touchdown/intercetti nella storia della NFL.
- Record NFL (condiviso) per maggior numero di passaggi da touchdown in un tempo (6).
- Record NFL (condiviso) per maggior numero di gare consecutive con almeno due passaggi da touchdown (13).
- Record NFL (condiviso) per maggior numero di gare consecutive nei playoff con almeno tre passaggi da touchdown (3).
- Unico giocatore della storia della NFL ad aver passato oltre 4 000 yard in ognuna delle due prime stagioni da titolare.
- Unico giocatore della storia della NFL ad aver lanciato 45 o più touchdown a fronte di 6 o meno intercetti.
- Terzo quarterback di sempre (dopo Johnny Unitas e Tom Brady) ad aver guidato la lega in touchdown avendo tirato il minor numero di intercetti.
- Uno dei soli tre quarterback (con Kurt Warner e Eli Manning) ad aver lanciato più di mille yard in una singola annata di playoff.
- Uno dei sei giocatori della storia NFL a vincere almeno 3 MVP (dopo Peyton Manning, Johnny Unitas, Brett Favre, Jim Brown e Tom Brady)
- Uno dei sei quarterback della storia NFL ad ottenere almeno 150 vittorie da titolare nella stagione regolare (dopo Tom Brady, Brett Favre, Peyton Manning, Drew Brees e Ben Roethlisberger).
- Uno dei nove quarterback della storia NFL ad aver passato oltre 60 000 yard in carriera nella stagione regolare (dopo Tom Brady, Drew Brees, Peyton Manning, Brett Favre, Ben Roethlisberger, Philip Rivers, Matt Ryan e Dan Marino).
- Minor numero di intercetti (42) al momento del 150º passaggio da touchdown in carriera (Dan Marino secondo con 69 intercetti).

## Palmarès

### Franchigia
- Super Bowl : 1

Green Bay Packers: Super Bowl XLV
- National Football Conference Championship: 1

Green Bay Packers: 2010

### Individuale
- MVP del Super Bowl: 1

2010
- MVP della NFL: 4

2011, 2014, 2020, 2021
- Convocazioni al Pro Bowl: 10

2009, 2011, 2012, 2014, 2015, 2016, 2018, 2019, 2020, 2021
- First-Team All-Pro: 4

2011, 2014, 2020, 2021
- Second-Team All-Pro: 1

2012
- Quarterback dell'anno: 3

2010, 2014, 2020
- Giocatore offensivo dell'anno della NFC: 2

2011, 2014
- Leader della NFL in passaggi da touchdown: 2

2016, 2020
- Quarterback della settimana: 21

2ª del 2008, 11ª e 13ª del 2010, 4ª, 5ª, 6ª, 7ª,9ª e 13ª del 2011, 6ª e 16ª del 2012, 2ª del 2013, 10ª e 11ª del 2014, 3ª del 2015, 7ª, 14ª e 16ª del 2016, 6ª del 2018, 7ª e 8ª del 2019
- Giocatore offensivo della NFC del mese: 10

ottobre 2009, dicembre 2010, settembre, ottobre e novembre 2011, ottobre 2012, novembre 2014, dicembre 2016, dicembre 2020, dicembre 2021
- Giocatore offensivo della NFC della settimana: 17

13ª e 16ª del 2010, 1ª, 4ª e 9ª del 2011, 4ª e 6ª del 2012, 4ª, 7ª, 10ª e 17ª del 2014, 3ª del 2015, 14ª e 16ª del 2016, 7ª del 2019, 13ª del 2020, 15ª del 2021
- Atleta maschile dell'anno dell'Associated Press: 1

2011
- Formazione ideale della NFL degli anni 2010

## Statistiche
| Legenda   | Legenda             |
| --------- | ------------------- |
|           | Primo nella lega    |
|           | Record NFL          |
|           | Vinto il Super Bowl |
|           | MVP della NFL       |
| Grassetto | Record personale    |

### Stagione regolare
| 2005     | GB       | 3   | 0   | 9     | 16    | 56,3 | 65     | 4,1 | 16 | 0   | 1     | 39,8  | 0,0 | 6,3 | 2   | 7     | 3,5 | 8  | 0  | 3   | 28    | 2  | 2  | 0-0-0    |
| 2006     | GB       | 2   | 0   | 6     | 15    | 40,0 | 46     | 3,1 | 16 | 0   | 0     | 48,2  | 0,0 | 0,0 | 2   | 11    | 5,5 | 6  | 0  | 3   | 18    | 1  | 1  | 0-0-0    |
| 2007     | GB       | 2   | 0   | 20    | 28    | 71,4 | 218    | 7,8 | 43 | 1   | 0     | 106,0 | 3,6 | 0,0 | 7   | 29    | 4,1 | 13 | 0  | 3   | 24    | 0  | 0  | 0-0-0    |
| 2008     | GB       | 16  | 16  | 341   | 536   | 63,6 | 4 038  | 7,5 | 71 | 28  | 13    | 93,8  | 5,2 | 2,4 | 56  | 207   | 3,7 | 21 | 4  | 34  | 231   | 10 | 3  | 6-10-0   |
| 2009     | GB       | 16  | 16  | 350   | 541   | 64,7 | 4 434  | 8,2 | 83 | 30  | 7     | 103,2 | 5,5 | 1,3 | 58  | 316   | 5,4 | 35 | 5  | 50  | 306   | 10 | 4  | 11-5-0   |
| 2010     | GB       | 15  | 15  | 312   | 475   | 65,7 | 3 922  | 8,3 | 86 | 28  | 11    | 101,2 | 5,9 | 2,3 | 64  | 356   | 5,6 | 27 | 4  | 31  | 193   | 4  | 1  | 10-5-0   |
| 2011     | GB       | 15  | 15  | 343   | 502   | 68,3 | 4 643  | 9,2 | 93 | 45  | 6     | 122,5 | 9,0 | 1,2 | 60  | 257   | 4,3 | 25 | 3  | 36  | 219   | 4  | 0  | 14-1-0   |
| 2012     | GB       | 16  | 16  | 371   | 552   | 67,2 | 4 295  | 7,8 | 73 | 39  | 8     | 108,0 | 7,1 | 1,4 | 54  | 259   | 4,8 | 27 | 2  | 51  | 293   | 5  | 4  | 11-5-0   |
| 2013     | GB       | 9   | 9   | 193   | 290   | 66,6 | 2 536  | 8,7 | 83 | 17  | 6     | 104,9 | 5,9 | 2,1 | 30  | 120   | 3,3 | 18 | 0  | 21  | 117   | 4  | 0  | 6-3-0    |
| 2014     | GB       | 16  | 16  | 341   | 520   | 65,6 | 4 381  | 8,4 | 38 | 5   | 112,2 | 7,3   | 80  | 1,0 | 43  | 269   | 6,3 | 19 | 2  | 28  | 174   | 10 | 2  | 12-4-0   |
| 2015     | GB       | 16  | 16  | 347   | 572   | 60,7 | 3 821  | 6,7 | 65 | 31  | 8     | 92,7  | 5,4 | 1,4 | 58  | 344   | 5,9 | 18 | 1  | 46  | 314   | 8  | 4  | 10-6-0   |
| 2016     | GB       | 16  | 16  | 401   | 610   | 65,7 | 4 428  | 7,3 | 66 | 40  | 7     | 104,2 | 6,6 | 1,1 | 67  | 369   | 5,5 | 23 | 4  | 35  | 246   | 8  | 4  | 10-6-0   |
| 2017     | GB       | 7   | 7   | 154   | 238   | 64,7 | 1 675  | 7,0 | 72 | 16  | 6     | 97,2  | 6,7 | 2,5 | 24  | 126   | 5,2 | 18 | 0  | 22  | 168   | 1  | 1  | 4-3-0    |
| 2018     | GB       | 16  | 16  | 372   | 597   | 62,3 | 4 442  | 7,4 | 75 | 25  | 2     | 97,6  | 4,2 | 0,3 | 43  | 269   | 6,3 | 23 | 2  | 49  | 353   | 6  | 0  | 6-9-1    |
| 2019     | GB       | 16  | 16  | 353   | 569   | 62   | 4 002  | 7,0 | 74 | 26  | 4     | 95,4  | 4,6 | 0,7 | 46  | 183   | 4,0 | 17 | 1  | 36  | 284   | 4  | 0  | 13-3-0   |
| 2020     | GB       | 16  | 16  | 372   | 526   | 70,7 | 4 299  | 8,2 | 78 | 48  | 5     | 121,5 | 9,1 | 1,0 | 38  | 149   | 3,9 | 14 | 3  | 20  | 182   | 4  | 0  | 13-3-0   |
| 2021     | GB       | 16  | 16  | 366   | 531   | 68,9 | 4 115  | 7,7 | 75 | 37  | 4     | 111,9 | 7,0 | 0,8 | 33  | 101   | 3,1 | 18 | 3  | 30  | 188   | 3  | 0  | 13-3-0   |
| 2022     | GB       | 17  | 17  | 350   | 542   | 64,6 | 3 695  | 6,8 | 58 | 26  | 12    | 91,1  | 4,8 | 2,2 | 34  | 94    | 2,8 | 18 | 1  | 32  | 258   | 8  | 4  | 8-9-0    |
| 2023     | NYJ      | 1   | 1   | 0     | 1     | 0,0  | 0      | 0,0 | 0  | 0   | 0     | 39,6  | 0,0 | 0,0 | 0   | 0     | 0,0 | 0  | 0  | 0   | 0     | 0  | 0  | 1-0-0    |
| 2024     | NYJ      | 17  | 17  | 368   | 584   | 63,0 | 3 897  | 6,7 | 71 | 28  | 11    | 90,5  | 6,1 | 1,9 | 22  | 107   | 4,9 | 18 | 0  | 40  | 302   | 5  | 2  | 5-12-0   |
| Carriera | Carriera | 248 | 241 | 5 369 | 8 245 | 65,1 | 62 952 | 7,6 | 93 | 503 | 116   | 102,6 | 6,1 | 1,4 | 741 | 3 573 | 4,8 | 35 | 35 | 571 | 3 908 | 97 | 41 | 153-83-1 |

### Play-off
| 2007     | GB       | 1  | 0  | 0   | 0   | 0,0  | 0     | 0,0  | 0  | 0  | 0  | 0,0   | 0,0 | 0,0 | 0  | 0   | 0,0  | 0  | 0 | 0  | 0   | 0  | 0 | 0-0   |
| 2009     | GB       | 1  | 1  | 28  | 42  | 66,7 | 423   | 10,1 | 44 | 4  | 1  | 121,4 | 9,5 | 2,4 | 3  | 13  | 4,3  | 13 | 1 | 5  | 19  | 1  | 1 | 0-1   |
| 2010     | GB       | 4  | 4  | 90  | 132 | 68,2 | 1 094 | 8,3  | 38 | 9  | 2  | 109,8 | 6,8 | 1,5 | 14 | 54  | 3,9  | 25 | 2 | 8  | 53  | 2  | 1 | 4-0   |
| 2011     | GB       | 1  | 1  | 26  | 46  | 56,5 | 264   | 5,7  | 21 | 2  | 1  | 78,5  | 4,3 | 2,2 | 7  | 66  | 9,4  | 16 | 0 | 4  | 23  | 1  | 1 | 0-1   |
| 2012     | GB       | 2  | 2  | 49  | 72  | 68,1 | 531   | 7,4  | 44 | 3  | 1  | 97,6  | 4,2 | 1,4 | 5  | 40  | 8    | 17 | 0 | 4  | 33  | 1  | 0 | 1-1   |
| 2013     | GB       | 1  | 1  | 17  | 26  | 65,4 | 177   | 6,8  | 26 | 1  | 0  | 97,8  | 3,8 | 0,0 | 2  | 11  | 5,5  | 9  | 0 | 4  | 20  | 1  | 0 | 0-1   |
| 2014     | GB       | 2  | 2  | 43  | 69  | 62,3 | 494   | 7,2  | 46 | 4  | 2  | 91,1  | 5,8 | 2,9 | 4  | 8   | 2,0  | 12 | 0 | 2  | 17  | 2  | 1 | 1-1   |
| 2015     | GB       | 2  | 2  | 45  | 80  | 56,2 | 471   | 5,9  | 60 | 4  | 1  | 84,9  | 5,0 | 1,3 | 3  | 20  | 6,7  | 19 | 0 | 2  | 15  | 0  | 0 | 1-1   |
| 2016     | GB       | 3  | 3  | 80  | 128 | 62,5 | 1 004 | 7,8  | 42 | 9  | 2  | 103,8 | 7,0 | 1,6 | 8  | 62  | 7,8  | 28 | 0 | 10 | 79  | 0  | 0 | 2-1   |
| 2019     | GB       | 2  | 2  | 47  | 66  | 71,2 | 569   | 8,6  | 65 | 4  | 2  | 104,9 | 6,1 | 3,0 | 6  | 14  | 2,3  | 14 | 0 | 5  | 38  | 3  | 0 | 1-1   |
| 2020     | GB       | 2  | 2  | 56  | 84  | 66,7 | 642   | 7,6  | 58 | 5  | 1  | 104,4 | 6,0 | 1,2 | 4  | -3  | -0,7 | 1  | 1 | 5  | 32  | 0  | 0 | 1-1   |
| 2021     | GB       | 1  | 1  | 20  | 29  | 69,0 | 225   | 7,8  | 75 | 0  | 0  | 91,9  | 0,0 | 0,0 | 0  | 0   | 0,0  | 0  | 0 | 5  | 29  | 1  | 0 | 0-1   |
| Carriera | Carriera | 22 | 21 | 501 | 774 | 64,7 | 5 894 | 7,6  | 75 | 45 | 13 | 101,1 | 5,8 | 1,7 | 56 | 285 | 5,1  | 28 | 4 | 54 | 358 | 12 | 4 | 11-10 |

Fonte: Pro-Football-Reference
Statistiche aggiornate alla stagione 2024